# Chiesa dei Santi Mamete e Agapito
La chiesa dei Santi Mamete e Agapito è la parrocchiale di San Mamete, frazione-capoluogo del comune sparso di Valsolda, in provincia di Como ed arcidiocesi di Milano; fa parte del decanato di Porlezza.

## Storia
L'originario luogo di culto di San Mamete fu probabilmente eretto già nell'XI secolo, ma le più antiche testimonianze della sua esistenza risalgono al secolo successivo, quando fu menzionato nel Liber Notitiae Sanctorum Mediolani tra le cappelle dipendenti dalla pieve di Porlezza; nel Duecento fu inoltre costruito l'adiacente campanile romanico. Tuttavia, pur continuando a versare le decime a Porlezza, la Valsolda, di cui la chiesa di San Mamete era considerata capopieve, grazie alla sua dipendenza diretta da parte dell'arcivescovo di Milano iniziò probabilmente già nel secolo seguente a godere di una certa autonomia, tanto da essere citata più volte in documenti come parrocchia indipendente.
Tra il XIV e il XV secolo l'edificio fu parzialmente modificato e decorato con affreschi gotici, mentre nel 1470 fu solennemente consacrato dal cardinale Stefano Nardini.
In seguito al concilio di Trento, il cardinale Carlo Borromeo, nel corso di una visita pastorale, ordinò alcune modifiche degli interni del tempio, tra cui lo spostamento in avanti dell'altare maggiore e l'aggiunta di quattro altari laterali; tra la fine del XVI secolo e gli inizi del XVII il campanile fu arricchito dell'alta guglia di coronamento, mentre negli anni seguenti la chiesa fu profondamente trasformata in stile barocco, sopraelevando la navata ed edificando le quattro cappelle; tra il 1633 e il 1637 furono inoltre eseguiti gli affreschi del presbiterio, a opera di Salvatore Pozzi.
Nel 1640 il cardinale Cesare Monti eresse formalmente la Valsolda a vicariato autonomo, elevando a sede plebana la chiesa di San Mamete.
Dalla relazione della visita pastorale del 1745 dell'arcivescovo Giuseppe Pozzobonelli si apprende che la parrocchiale di San Mamete, che era sede delle confraternite del Santissimo Sacramento e di San Pietro martire, aveva come filiali gli oratori di San Carlo, di San Filippo Neri di Casarico e di Santa Maria Lauretana di Caidate e che il numero dei fedeli era pari a 130.
Nel 1841 il luogo di culto fu eretto a sede prepositurale dal cardinale Carlo Gaetano Gaisruck.
Nel corso dell'Ottocento la chiesa fu internamente arricchita con decorazioni in stucco e affreschi. Alla fine del secolo l'arcivescovo Andrea Carlo Ferrari, durante la sua visita pastorale del 1895, trovò che la parrocchiale, ormai priva di confraternite, aveva mantenuto come filiali i tre oratori e che il numero dei fedeli era salito a 180.
Tra il 2005 e il 2006 l'edificio fu sottoposto a interventi di consolidamento e di restauro, che interessarono le coperture e le strutture portanti perimetrali.

## Descrizione

### Esterno
La facciata a capanna della chiesa, rivolta a occidente, presenta centralmente il portale d'ingresso, riccamente decorato, e sopra una finestra, mentre all'interno del timpano s'apre una piccola finestrella a lunetta.
Annesso alla parrocchiale è il campanile a base quadrata, la cui cella presenta su ogni lato una monofora a tutto sesto ed è coronata dalla guglia conoidale.

### Interno
L'interno dell'edificio si compone di un'unica navata, sulla quale si affacciano quattro cappelle laterali introdotte da archi a tutto sesto e le cui pareti sono scandite da lesene sorreggenti la trabeazione modanata e aggettante sopra la quale si imposta la volta a botte, caratterizzata da unghiature; al termine dell'aula si sviluppa il presbiterio, rialzato di alcuni gradini e chiuso dall'abside.